# Conjunto Urbanístico e Paisagístico de São Félix
O Conjunto Urbanístico e Paisagístico da Cidade de São Félix são edificações localizadas em São Félix, município do estado brasileiro da Bahia. Foi tombado pelo Instituto do Patrimônio Histórico e Artístico Nacional (IPHAN) em 2012, através do processo n.º 1286.
A arquitetura segue o estilo colonial, com prédios datados dos séculos XVII, XVIII e XIX. Além do traçado urbano original se conservar praticamente intacto, pode ser identificada uma variedade de edificações destinadas aos mais diversos usos (residenciais, religiosos, administrativos, industriais e de serviços) constituídos por casas térreas, sobrados, vilas operárias, igrejas, mercado, fábricas, armazéns, trapiches, entre outros. O traçado inclui o leito da ferrovia até a antiga estação ferroviária, a Ponte Dom Pedro II e a orla do rio.

## História
A cidade do Recôncavo Baiano localiza-se às margens do rio Paraguaçu, no lado oposto à cidade de Cachoeira. As duas cidades estão ligadas por uma ponte de ferro construída por ingleses e inaugurada por D. Pedro II, em 1859.
A atual São Félix era, primitivamente, uma aldeia indígena tupinambá que, em 1534, possuía 20 palhoças habitadas por pouco mais de duzentos indígenas que negociavam madeira com os franceses. A partir dessa data, os portugueses passaram a ocupar a região, com início das plantações de cana-de-açúcar e construção de engenhos. Conflitos com povos indígenas ocorreram até meados do século XVII.
A criação da freguesia do Senhor Deus Menino de São Félix, ocorreu em 1857, e coube ao governador Manoel Vitorino Pereira emancipar a cidade em 1889. Em 1890, a vila foi elevada à categoria de cidade. Em 1931, passou a denominar-se apenas São Félix. Ao longo do século XIX, a cidade atingiu o auge do desenvolvimento econômico a partir da produção e industrialização de fumo. Instalaram-se em São Félix as fábricas de charutos Suerdieck, Dannemann, Costa Ferreira & Pena, Stender & Cia., Pedro Barreto, entre outras.

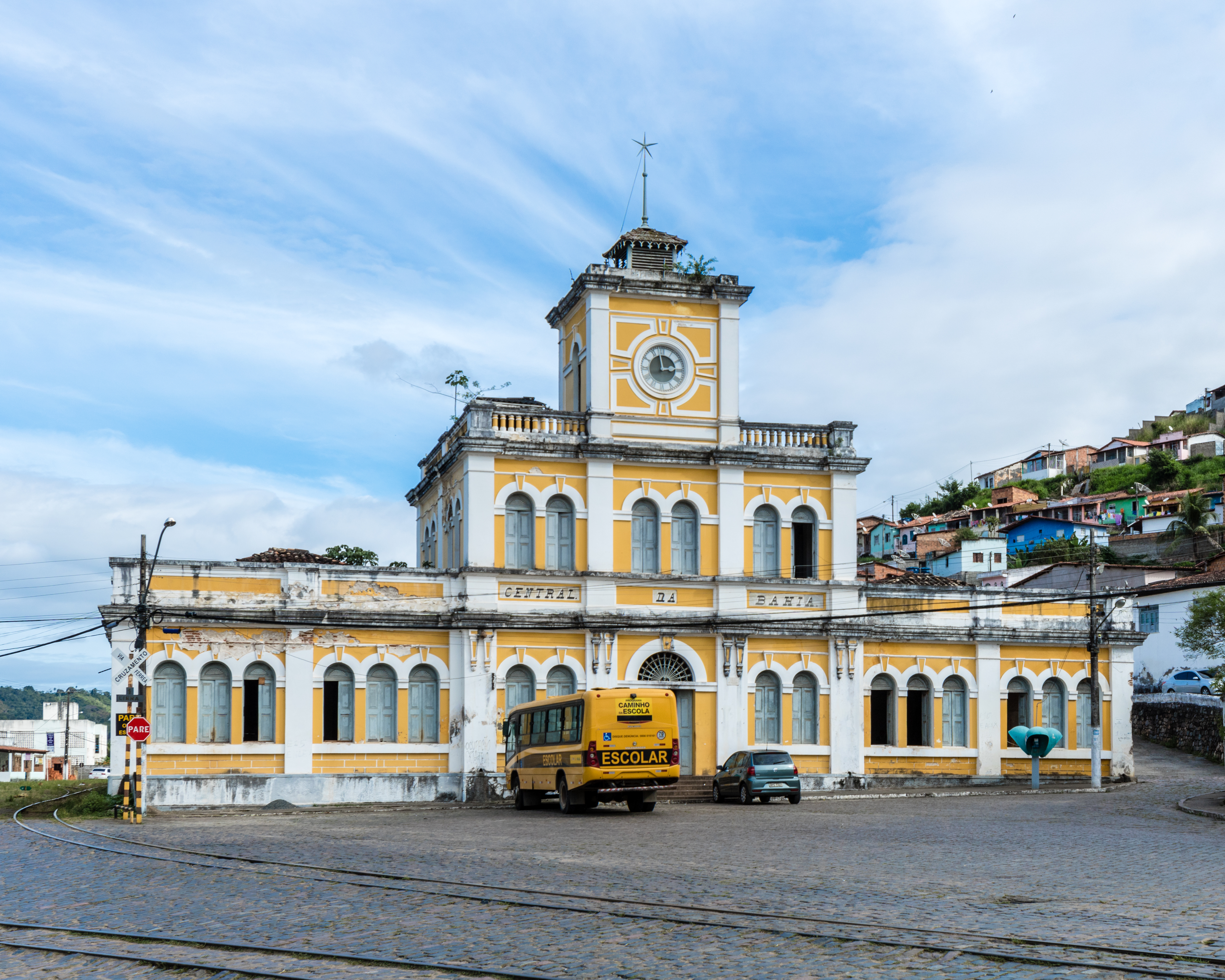
Estação Ferroviária de São Félix

Chamada “Cidade Industrial” por ter sido a maior exportadora de charutos da República e, em função de tal avanço, foi beneficiada com a inauguração da antiga Estrada de Ferro Central da Bahia, em 1881. Na Praça Inácio Tosta, está a casa onde morou o poeta abolicionista Castro Alves (1847-1871), que nasceu na vizinha cidade de Cachoeira.

## Tombamento

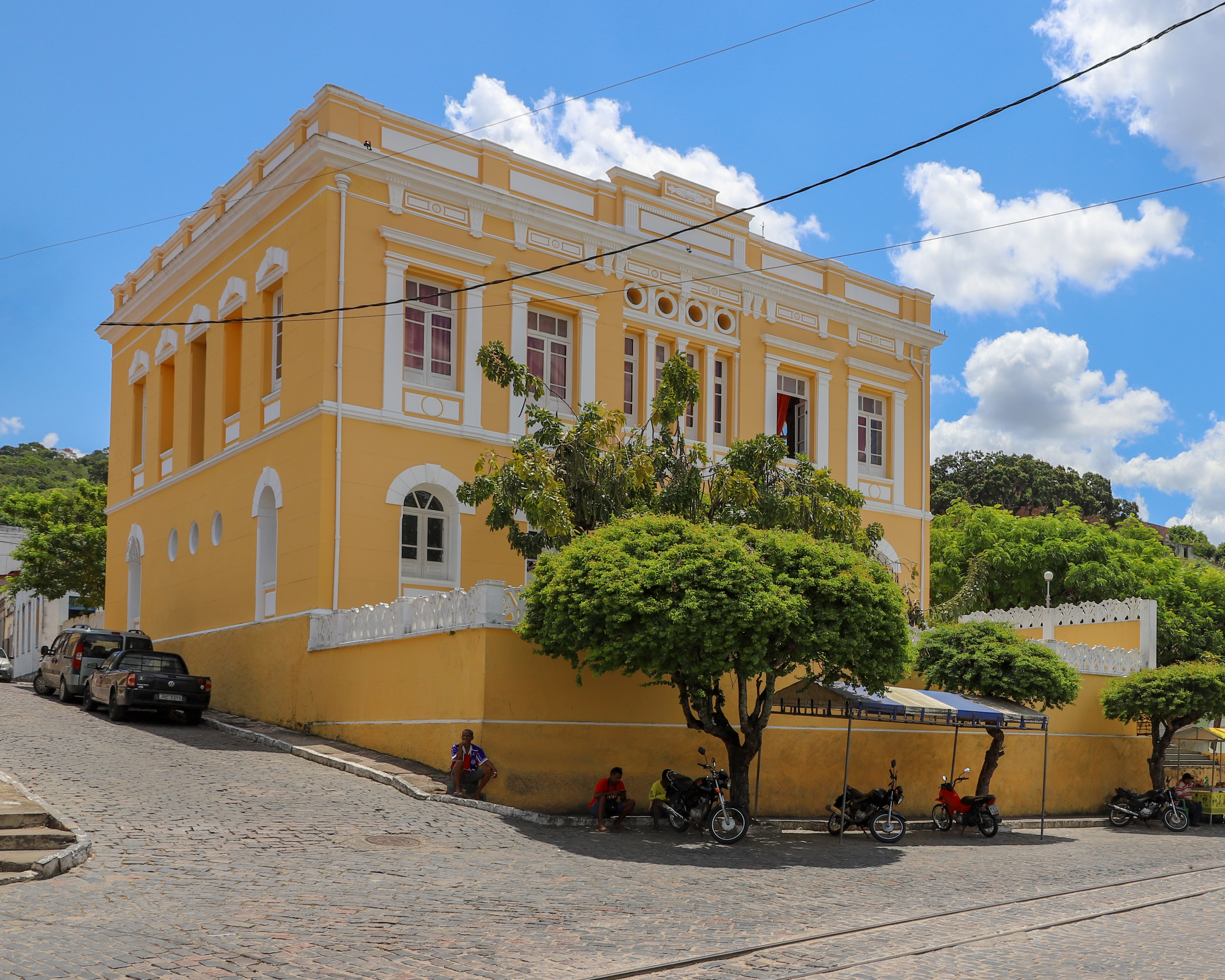
Paço Municipal de São Félix

O Conjunto Urbanístico e Paisagístico da Cidade de São Félix foi tombado pelo IPHAN, recebendo tombo histórico em 2012, e tombo arqueológico, etnográfico e paisagístico em 2017. A cidade também possui uma lista de bens culturais tombados ou registrados pelo Estado na Bahia, através Instituto de Patrimônio Histórico e Cultural (IPAC).
Entre os principais monumentos e espaços públicos que constituem o conjunto e foram tombados estão:
- Antiga Casa dos Hansen na Fazenda Santa Bárbara
- Igreja da Matriz de Deus Menino (arquitetura de fachada tipicamente rococó)
- Igreja do Senhor São Félix (apresenta uma imitação da arte renascentista europeia)
- Mercado Municipal
- Estação Ferroviária de São Félix
- Imóvel sede da Prefeitura Municipal
- Casa da Cultura Américo Simas
- Ponte Dom Pedro II
- Terreiro Ilê Axé Ogunjá
- Centro Cultural Dannemann
- Terreiro Raiz de Ayrá